# Iglesia de San Miguel (Olèrdola)
La iglesia de San Miguel se alza en la parte más alta del emplazamiento de la antigua ciudad de Olérdula (provincia de Barcelona, España). Se reconocen en el edificio tres zonas distintas de construcción: La primitiva, hacia 930, otra parte de nave única y cabecera cuadrada que pudo haberse ampliado hacia el 991. La tercera transformación fue sobre esta última y consistió en un alzado de sus paredes y un cimborrio, más otros cambios románicos que se harían probablemente después de la invasión de los almorávides, en 1108.

## La obramozárabe
Como se ha dicho, comenzó su construcción en 930. En su origen constaba de una capilla muy pequeña y una sola nave de la que quedan aun los arranques del muro norte, mientras que el muro sur está sustituido por el muro norte de la iglesia de la segunda fase. Subsiste la pequeña capilla, aunque con su arco de acceso cegado, sirviendo de sacristía a la segunda iglesia con la que se comunica lateralmente salvando el desnivel de un metro de altura (la segunda iglesia está más alta).
La capilla es rectangular por fuera y con bóveda de cuarto de esfera por dentro. Recibe la luz de dos vanos saeteras, uno en el centro y el otro en el lado derecho. El arco (cegado en la actualidad) es de sillería, con dovelas muy desiguales. El salmer y las primeras están dispuestas horizontalmente y después sigue las líneas radiales. Es un arco de características puramente mozárabes, excediendo al semicírculo en una mitad del radio. Las impostas sobre las que descansan los salmeres están cortadas en nacela y sobresalen ligeramente de estos.
El aparejo de construcción es de mampostería y sólo las esquinas están rematadas por sillares gruesos y revestidos por dentro. La piedra es de caliza basta, la misma que hay en el suelo sobre el que está construida la iglesia.
- Datos: Q5910877
- Multimedia: Sant Miquel d'Olèrdola / Q5910877